# Машковцева Антоніна Олексіївна
Антоніна Олексіївна Машковцева (10 грудня 1937, с. Нові Домосердки, Куйбишевська область — 16 лютого 2015, с. Костромське, Сахалінська область) — доярка радгоспу «Костромський» Холмського району Сахалінської області, Герой Соціалістичної Праці (1966).

## Біографія
Народилася в селі Домоседки (нині — Черьомушки в Інзенському районі Ульяновської області).
У 1957 р. по переселенню приїхала на Сахалін. Спочатку працювала рільником, потім зв'язала свою трудову діяльність з тваринництвом, працювала оператором машинного доїння корів на колективному сільськогосподарському підприємстві «Костромське» Холмського району. У 1965 р. отримала від корів своєї групи по 3400 кг молока.
У 1993 році пішла на заслужений відпочинок.
Обиралася депутатом Сахалінського обласної ради.

## Нагороди та звання
Герой Соціалістичної Праці (1966), кавалер ордену Трудового Червоного Прапора (1973).